# Ijermaouas
Ijermaouas (en àrab إجرمواس, Ijarmawās; en amazic ⵉⵊⴻⵔⵎⴰⵡⴰⵙ) és una comuna rural de la província de Driouch, a la regió de L'Oriental, al Marroc. Segons el cens de 2014 tenia una població total de 7.540 persones.